# Тест мениджмънт
Тест мениджмънтът е процесът на управление на тестовете, които са резултат от тестването на софтуер, хардуер, уеб приложения или мобилни приложения. Тест мениджмънт се извършва от мениджърите на QA екипи. Тест мениджмънтът също се извършва с помощта на софтуерни инструменти за управление на двата типа тестове, автоматизирани и ръчни, които са били предварително посочени от тестова процедура. Към това се интегрира и софтуерът за автоматизация. 
Тест мениджмънт означава мениджмънт на целия процес на софтуерно тестване на конкретен проект.
Тестовия мениджмънт включва правенето на тестови планове, при които има набор от задачи (tasks), по които се проследява прогреса по даден проект. 
Тестови елементи (test item) са софтуерните елементи, които трябва да бъдат тествани. 
Свойства или особености на софтуера (Features), които трябва да бъдат тествани. Това включва определяне на параметрите на тези свойства, преди или по време на тестването.
Потвърждаване, сверяване, проверяване и за самата документация формално верифициране на тези характеристики и параметри (verify). За да се постигне това се подхожда по няколко стъпки (стъпала) на тестването. 
Тест подходи:
- Инженерни
- Базирани на модели
- Динамични
- Консултативни
- Методически (научни)
- Базирани на стандарти (Standard-compliant)

Критерии за прием на софтуерния продукт  (Acceptance Criteria)
- Функционалност
- Удобство на ползване (Usability)
- Резултативност и продуктивност, общо представяне (включително като работа на GUI) (Performance)

Параметри:
- Тестови процедури (Test Procedures)
- Тестови графици и планове (Test Schedules)
- Ресурси (Resources)

Тестване на графичния интерфейс и софтуерни характеристики (GUI Testing)
- Тестване базирано на модели (Model-based testint)
- Тестване базирано на събития, събитийност (ИИ), виж (Мениджмънт на изкуствения интелект, Artificial Intelligence Management) [1]

## Виж още
- Системи за управление при софтуерното тестване